# 2505 Hebei
A 2505 Hebei (ideiglenes jelöléssel 1975 UJ) a Naprendszer kisbolygóövében található aszteroida. A Bíbor-hegyi Obszervatóriumban fedezték fel 1975. október 31-én.